# 31110 Clapas
31110 Clapas è un asteroide della fascia principale. Scoperto nel 1997, presenta un'orbita caratterizzata da un semiasse maggiore pari a 2,2719697 UA e da un'eccentricità di 0,1649067, inclinata di 3,28742° rispetto all'eclittica.